# Les Avellanes i Santa Linya
Les Avellanes i Santa Linya (spanisch Avellanes-Santa Liña) ist eine katalanische Gemeinde (municipio) mit 430 Einwohnern (Stand: 2024) in der Provinz Lleida im Nordosten Spaniens. Sie liegt in der Comarca Noguera. Die Gemeinde besteht aus den Ortschaften Avellanes, Santa Linya, Tartareu und Vilanova de la Sal sowie die Wüstung Montclús. Der Verwaltungssitz befindet sich in Avellanes.

## Geographische Lage
Les Avellanes i Santa Linya liegt etwa 34 Kilometer nordnordöstlich von Lleida in einer Höhe von ca. 565 m. Der Segre begrenzt die Gemeinde im Osten.
Auf dem Gebiet der Gemeinde wurde 2009 die archäologische Fundstätte Abric Pizarro entdeckt, in der Belege für den Aufenthalt von Neandertalern vor rund 60.000 Jahren nachgewiesen wurden. Eine weitere archäologische Fundstätte ist die Cova Gran de Santa Linya.

## Bevölkerungsentwicklung
| Jahr      | 1970 | 1981 | 1991 | 2001 | 2011 | 2021 |
| Einwohner | 616  | 570  | 485  | 480  | 470  | 447  |

## Sehenswürdigkeiten
Avellanes
- Burgruine von Campvim
- Marienkirche in Avellanes
- Rochuskapelle in Avellanes

Santa Linya
- Marienkirche in Santa Linya
- Salvatorkapelle in Santa Linya
- Michaeliskapelle in Santa Linya

Tartareu
- Burgruine
- Michaeliskirche
- Marienkapelle

Vilanova de la Sal
- Burgruine von Privà
- Marienkirche in Vilanova de la Sal
- Ruine der Michaeliskirche von Vilanova de la Sal

Montclús
- Burgruine von Montclús
- Urbanskapelle von Montclús

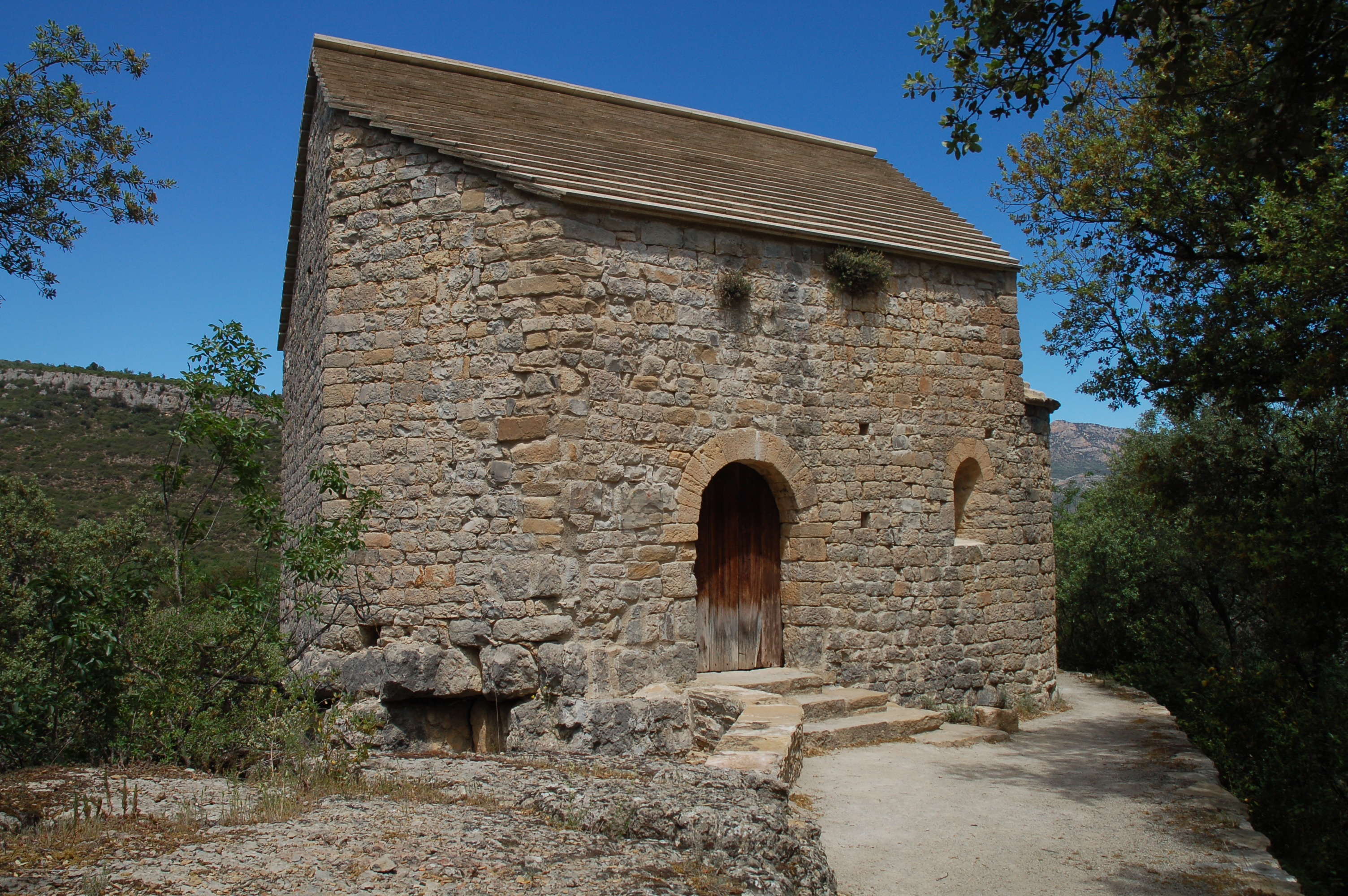
Urbanskapelle von Montclùs
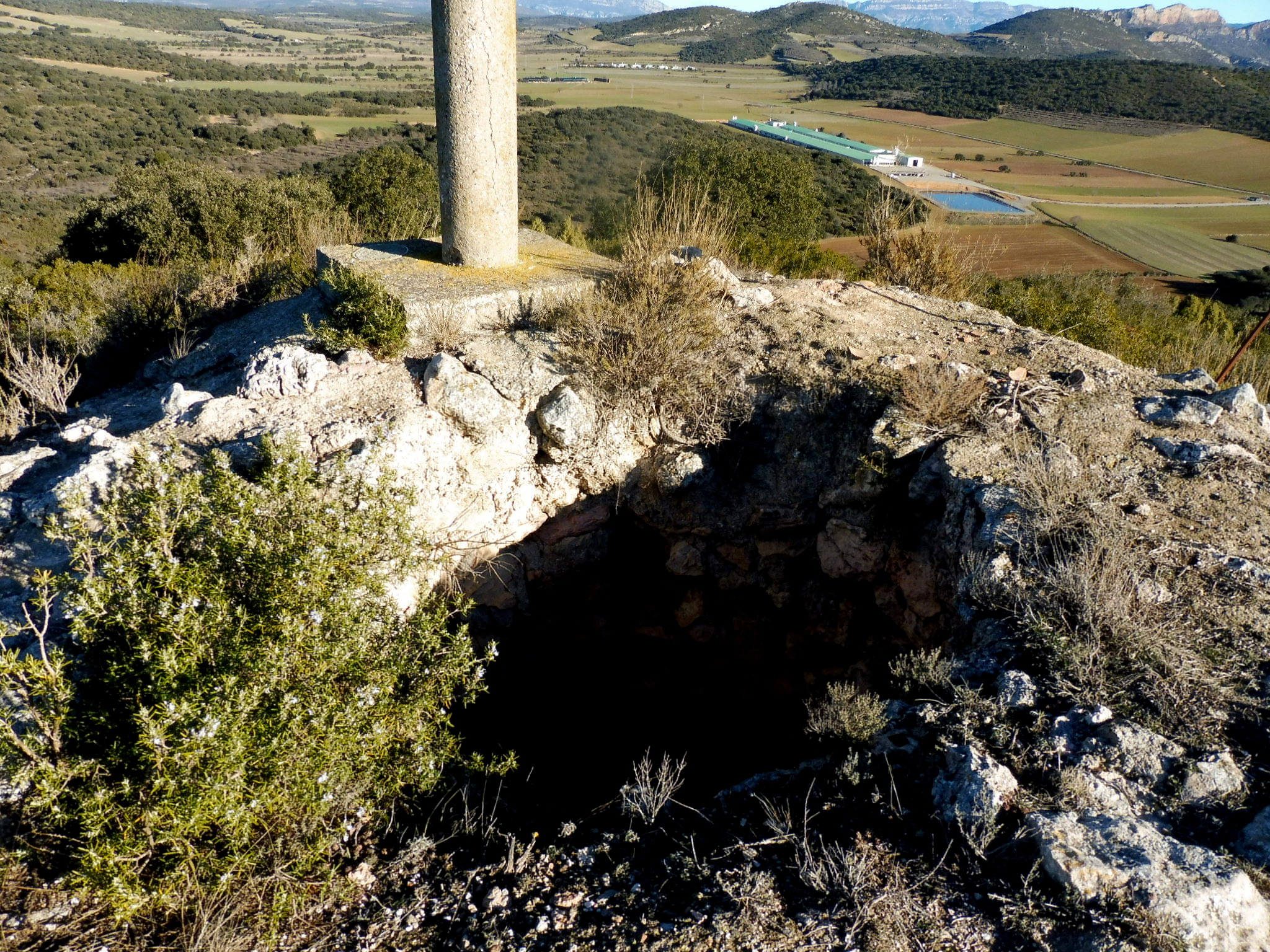
Burgruine von Campvim
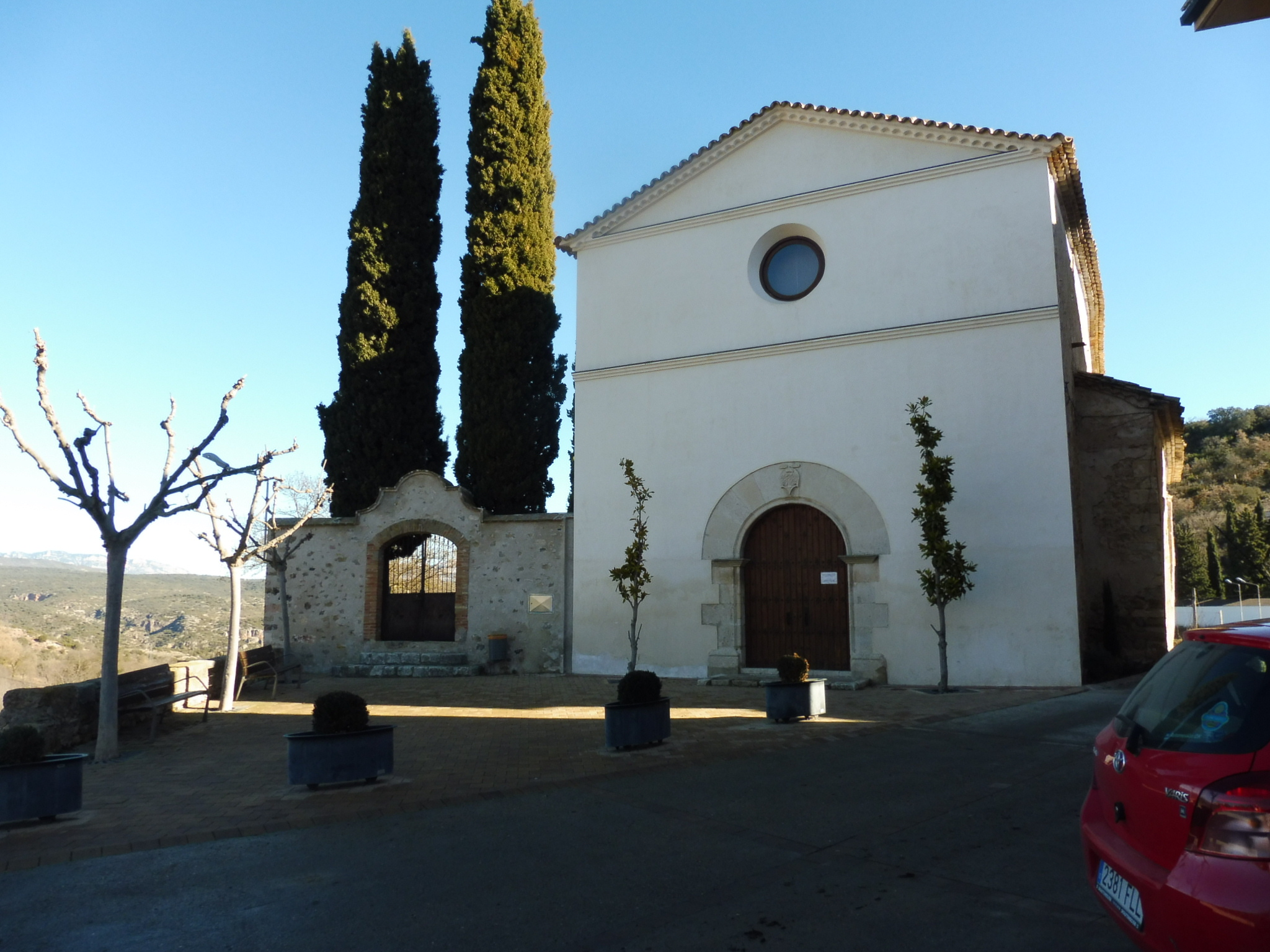
Marienkirche in Avellanes
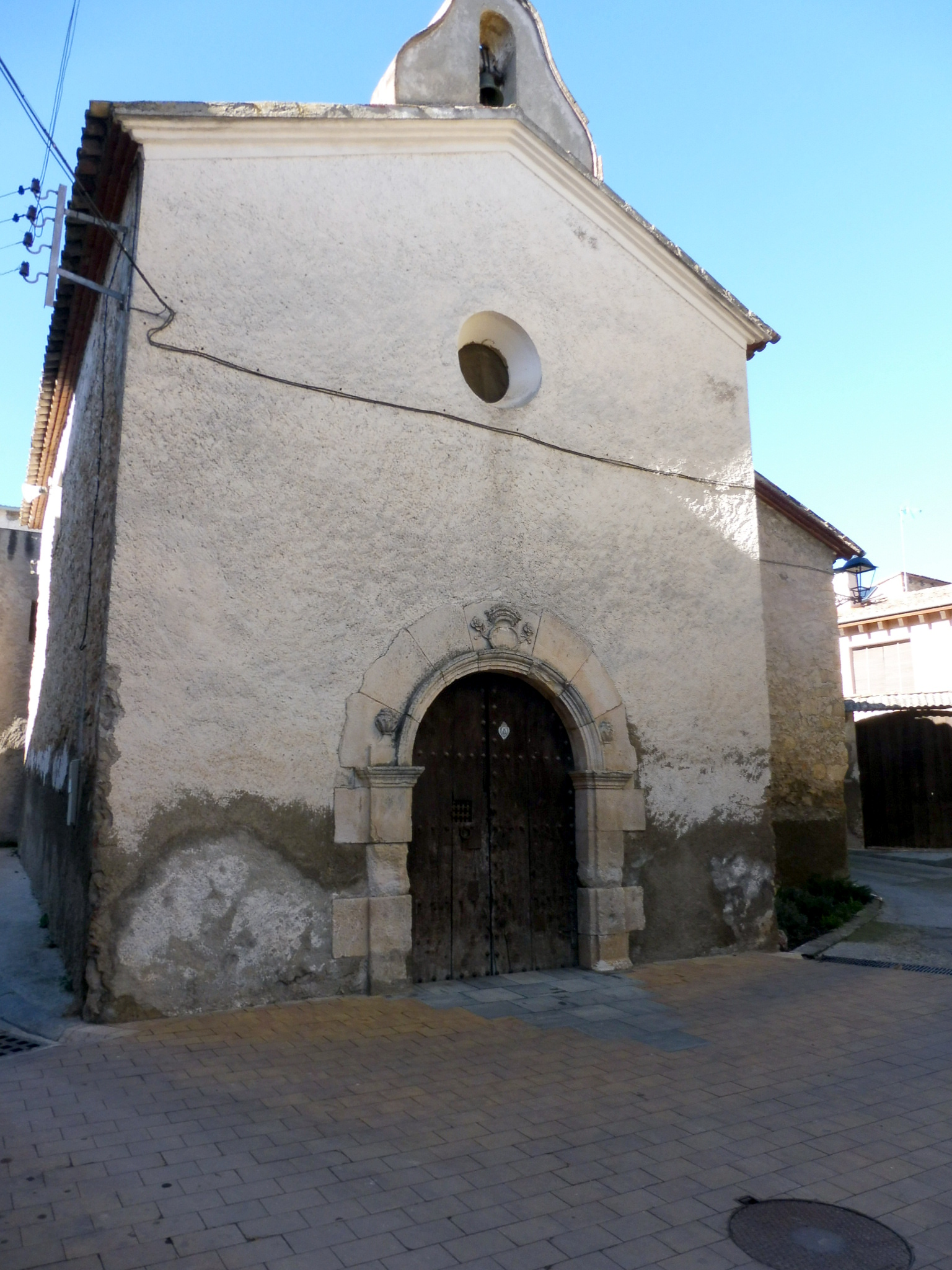
Rochuskapelle
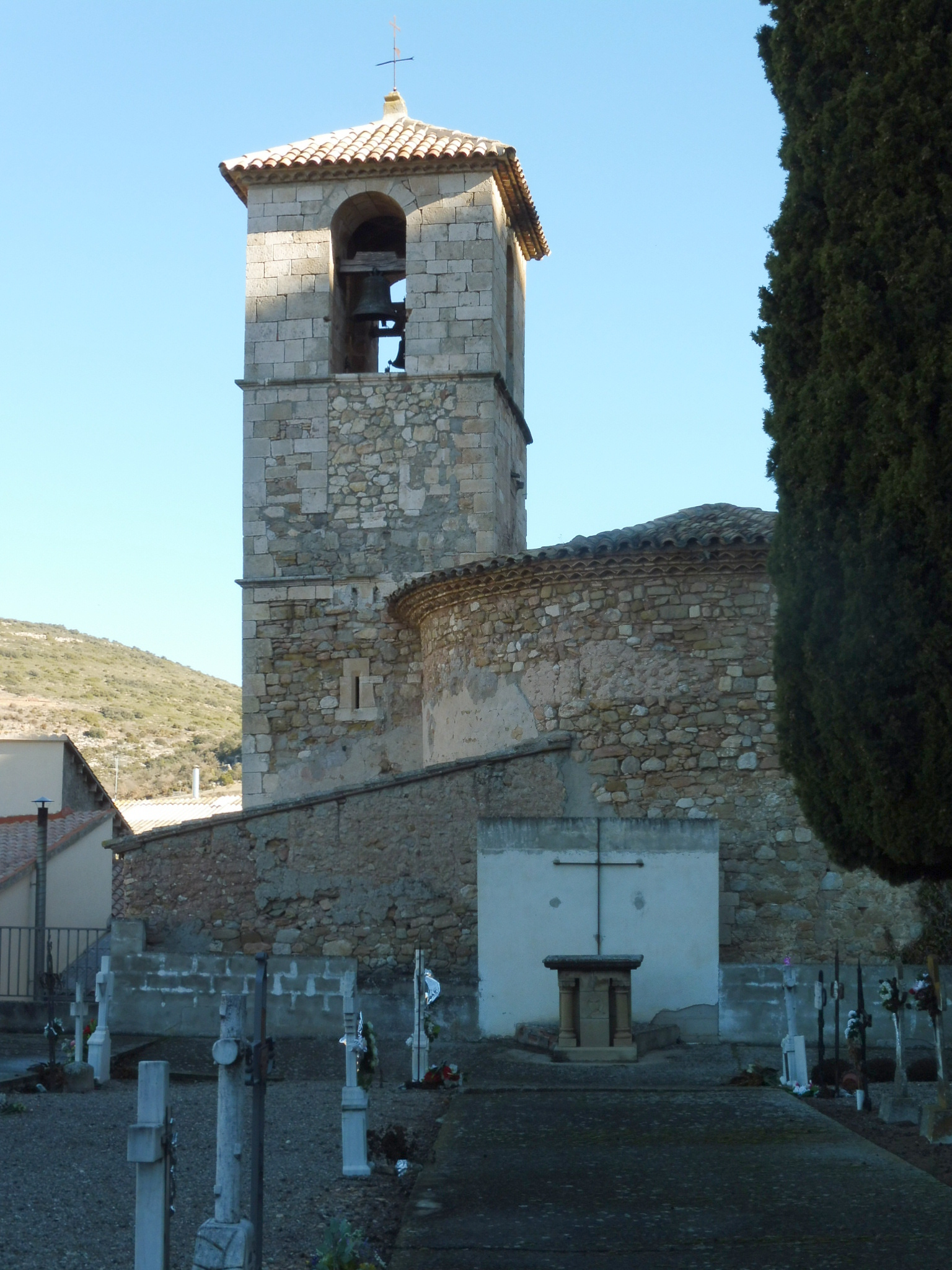
Marienkirche in Santa Linya
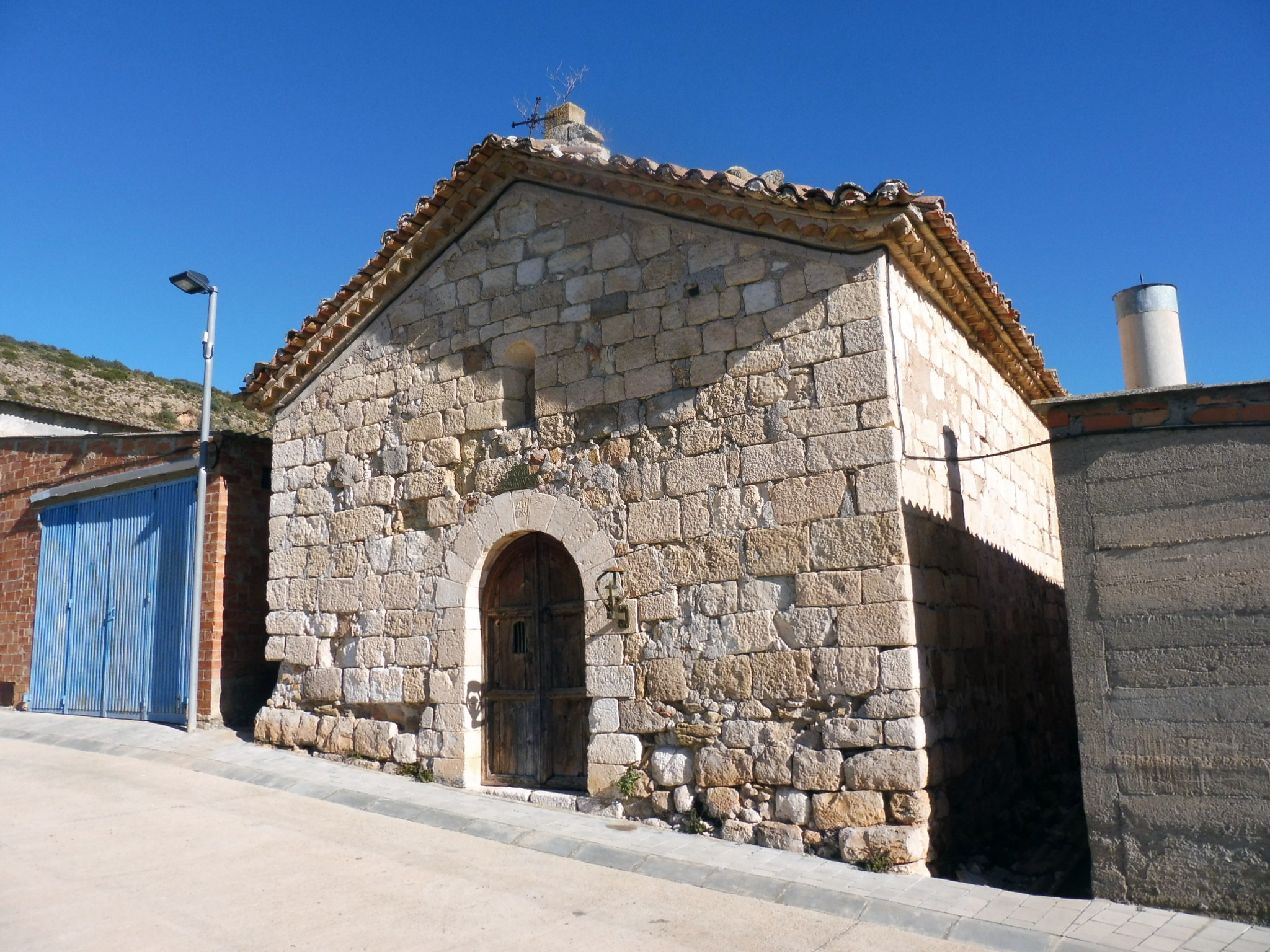
Salvatorkapelle
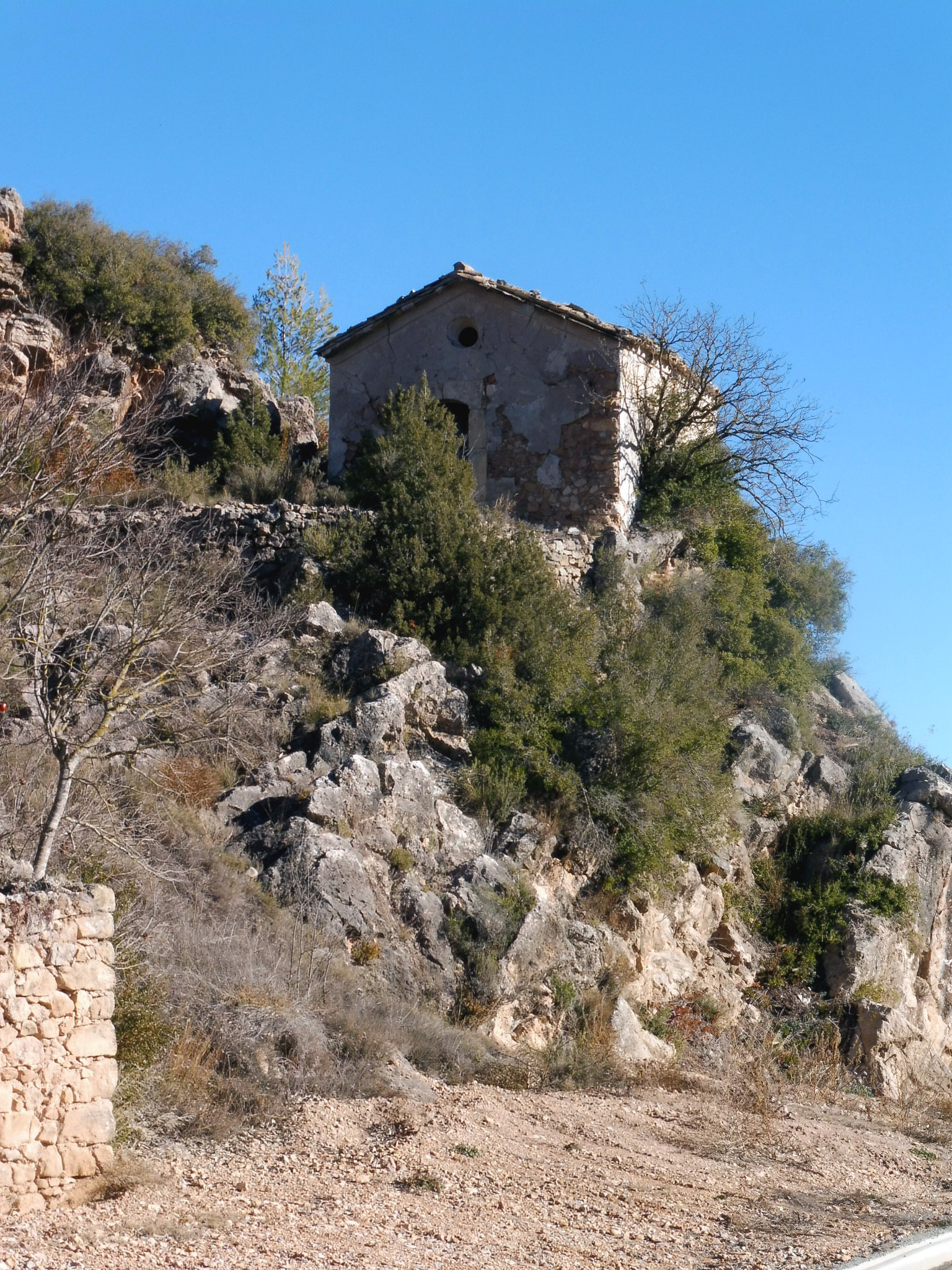
Michaeliskapelle
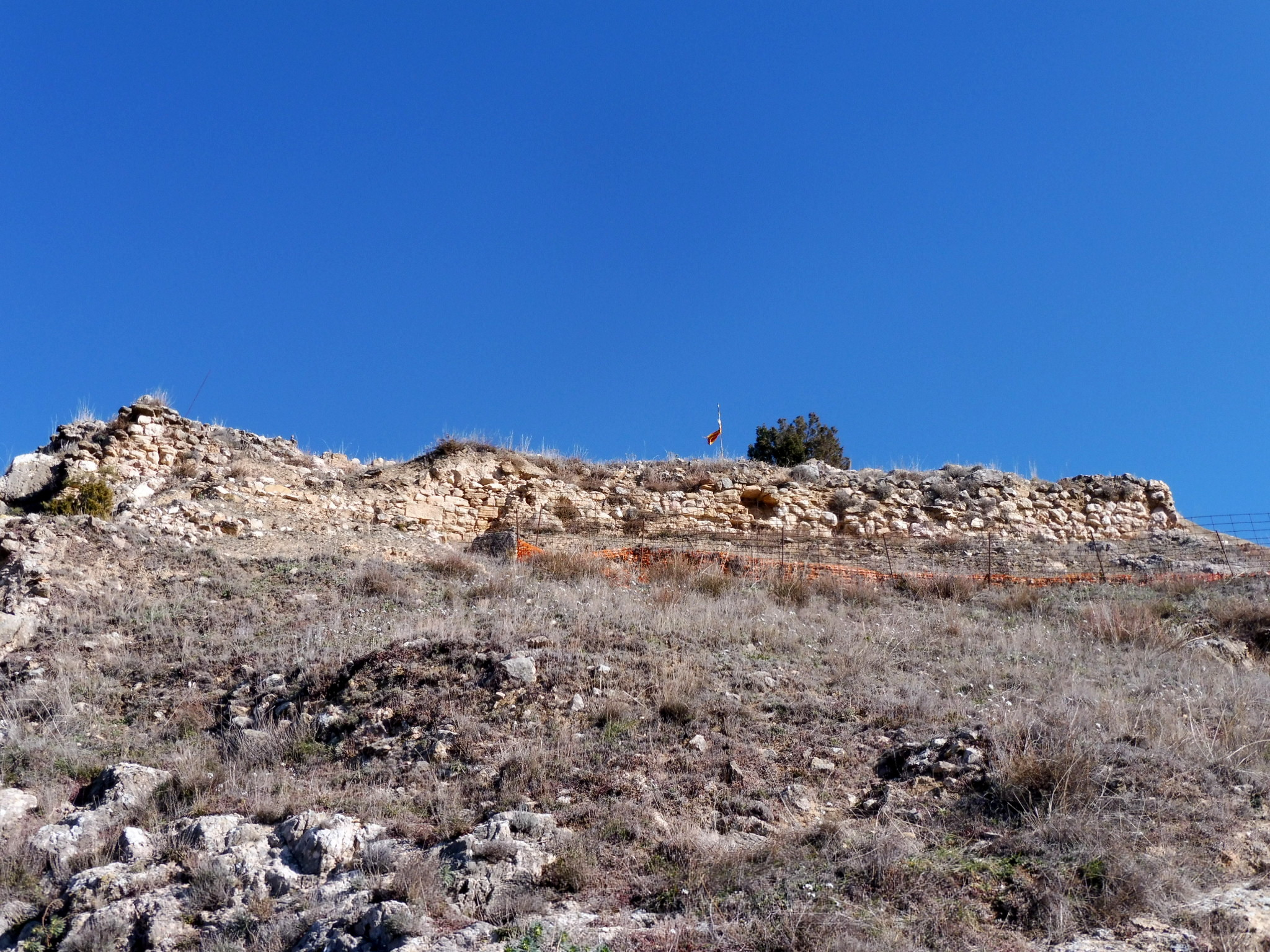
Burgruine
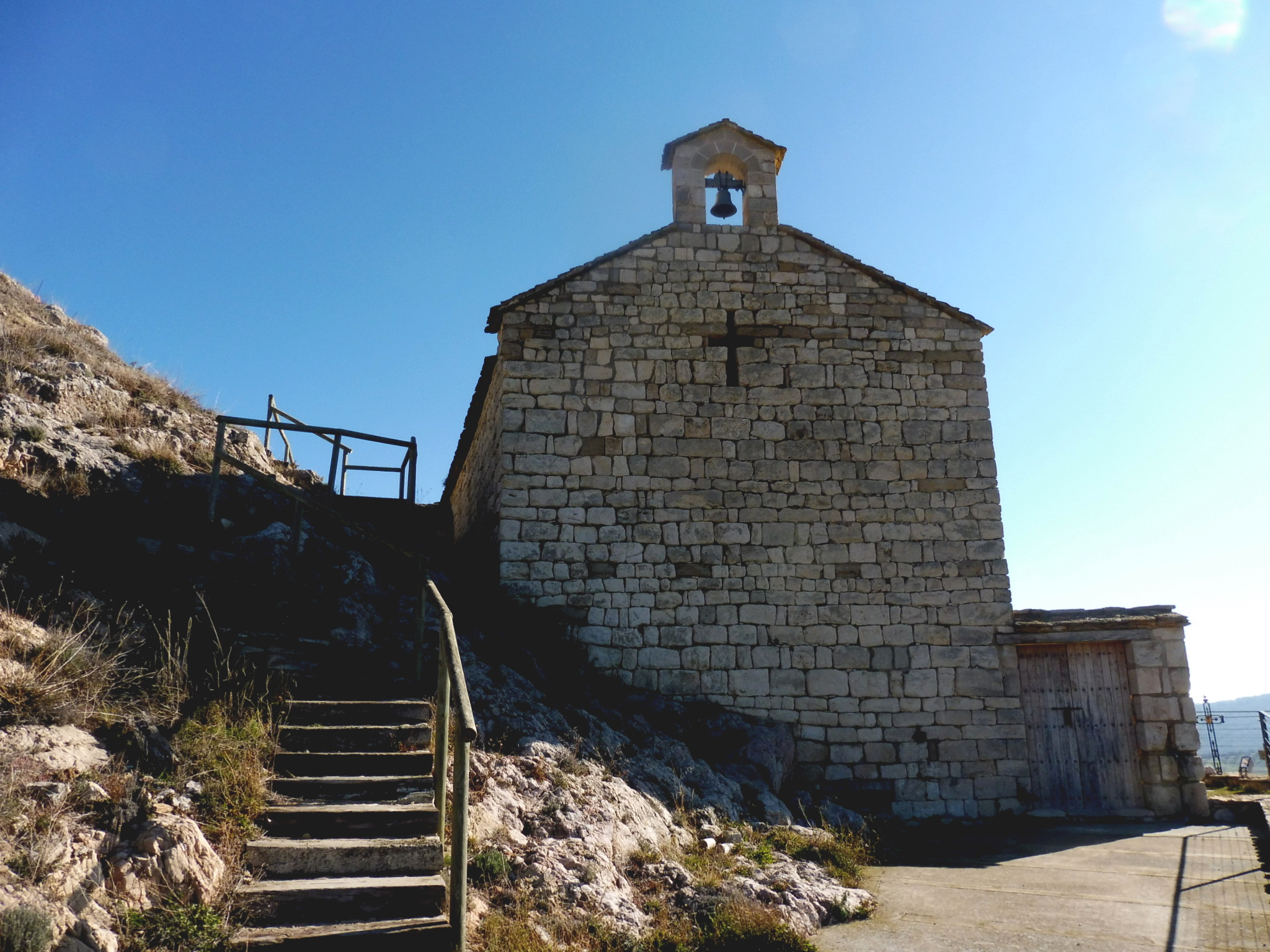
Michaeliskirche in Tartareu
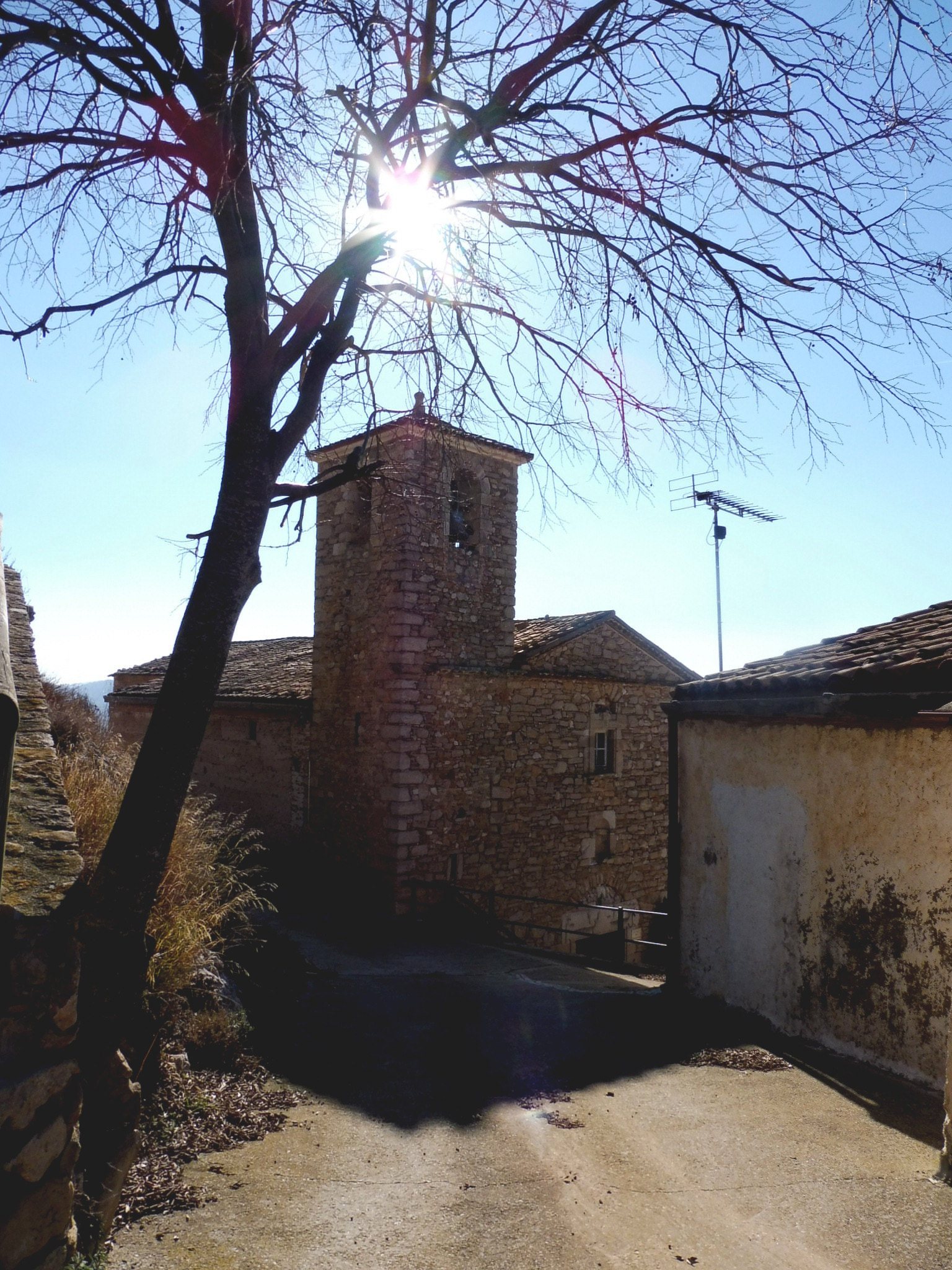
Marienkapelle in Tartareu
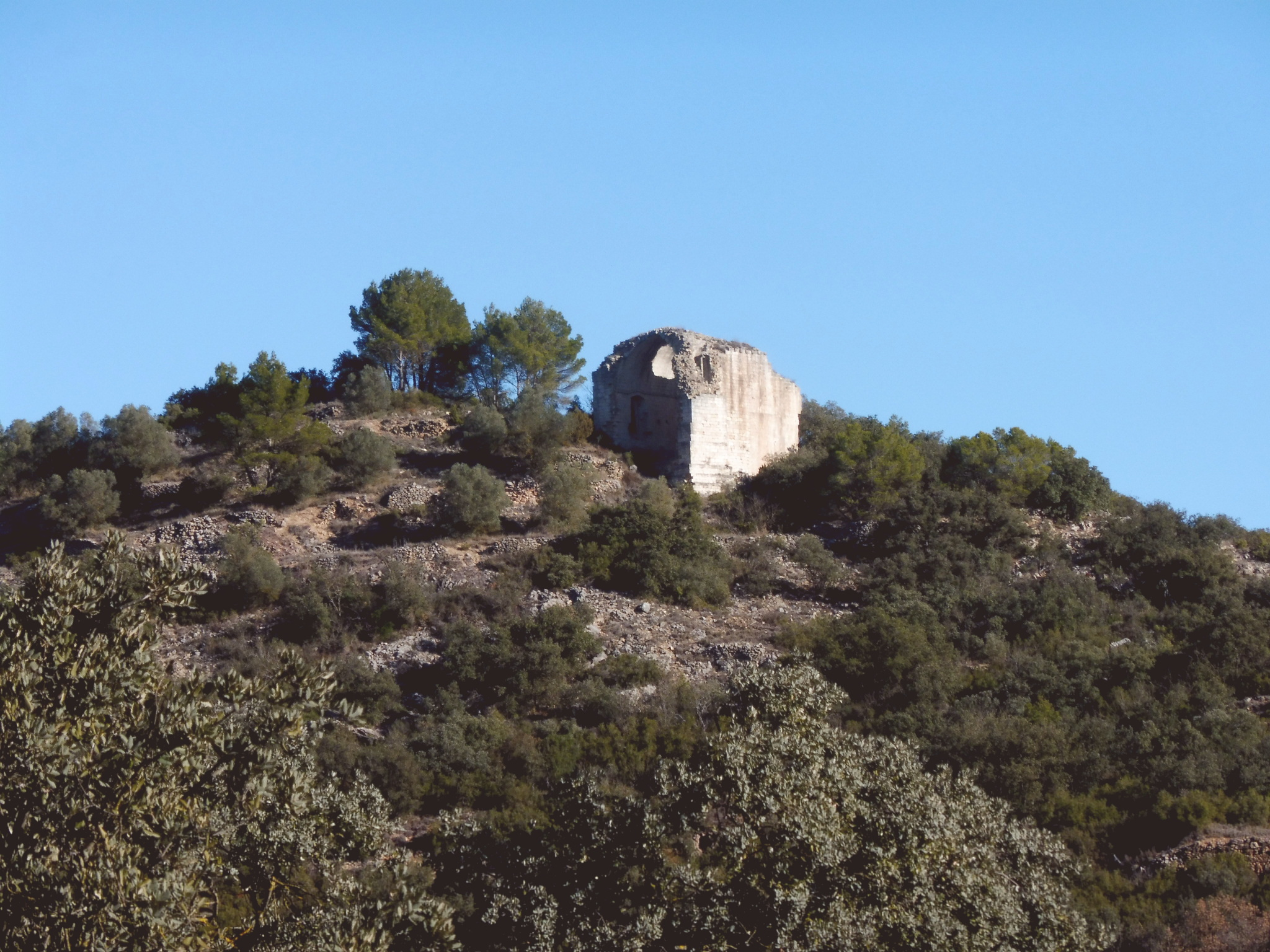
Burgruine von Privà
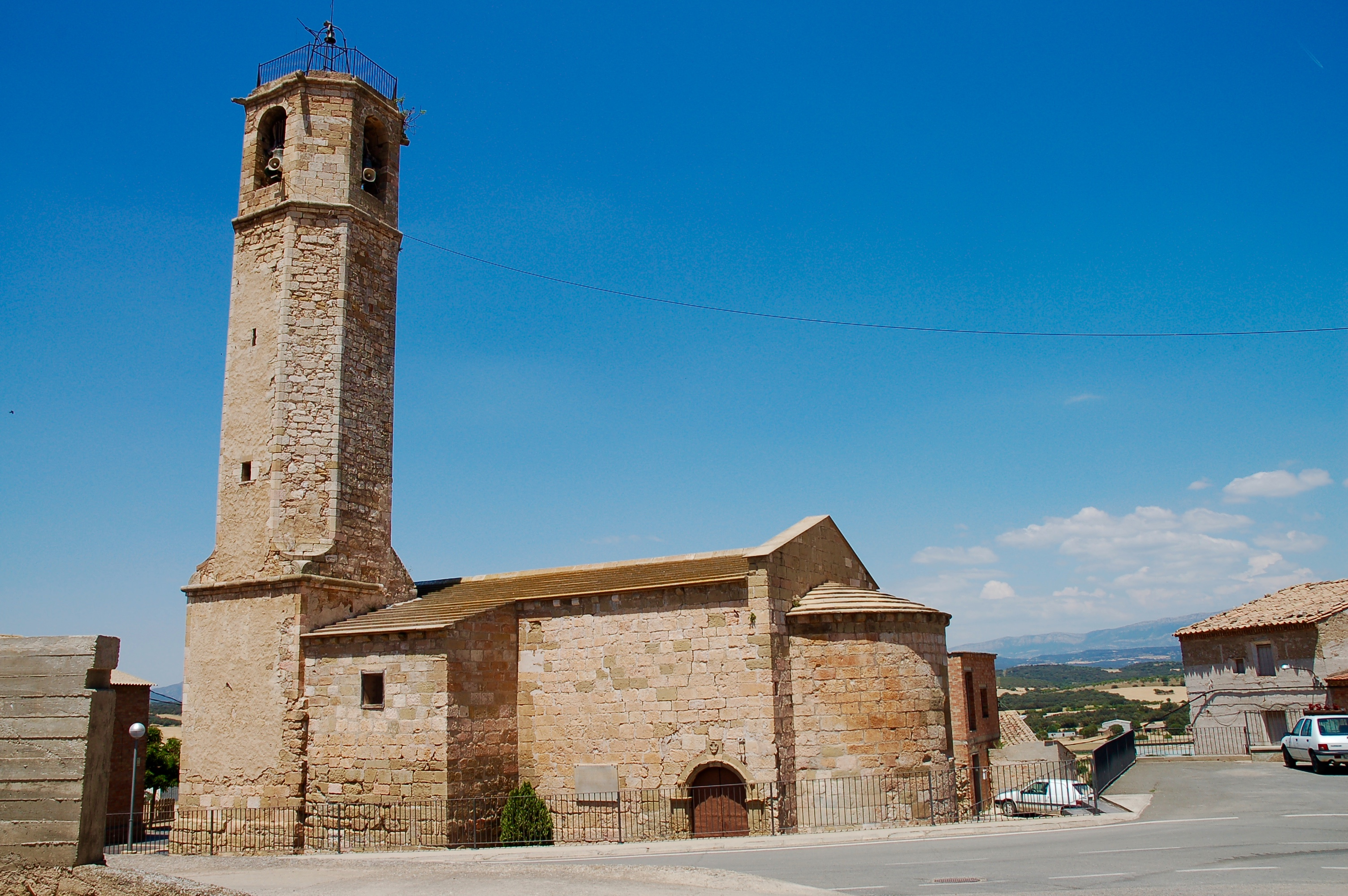
Marienkirche von Vilanova de la Sal
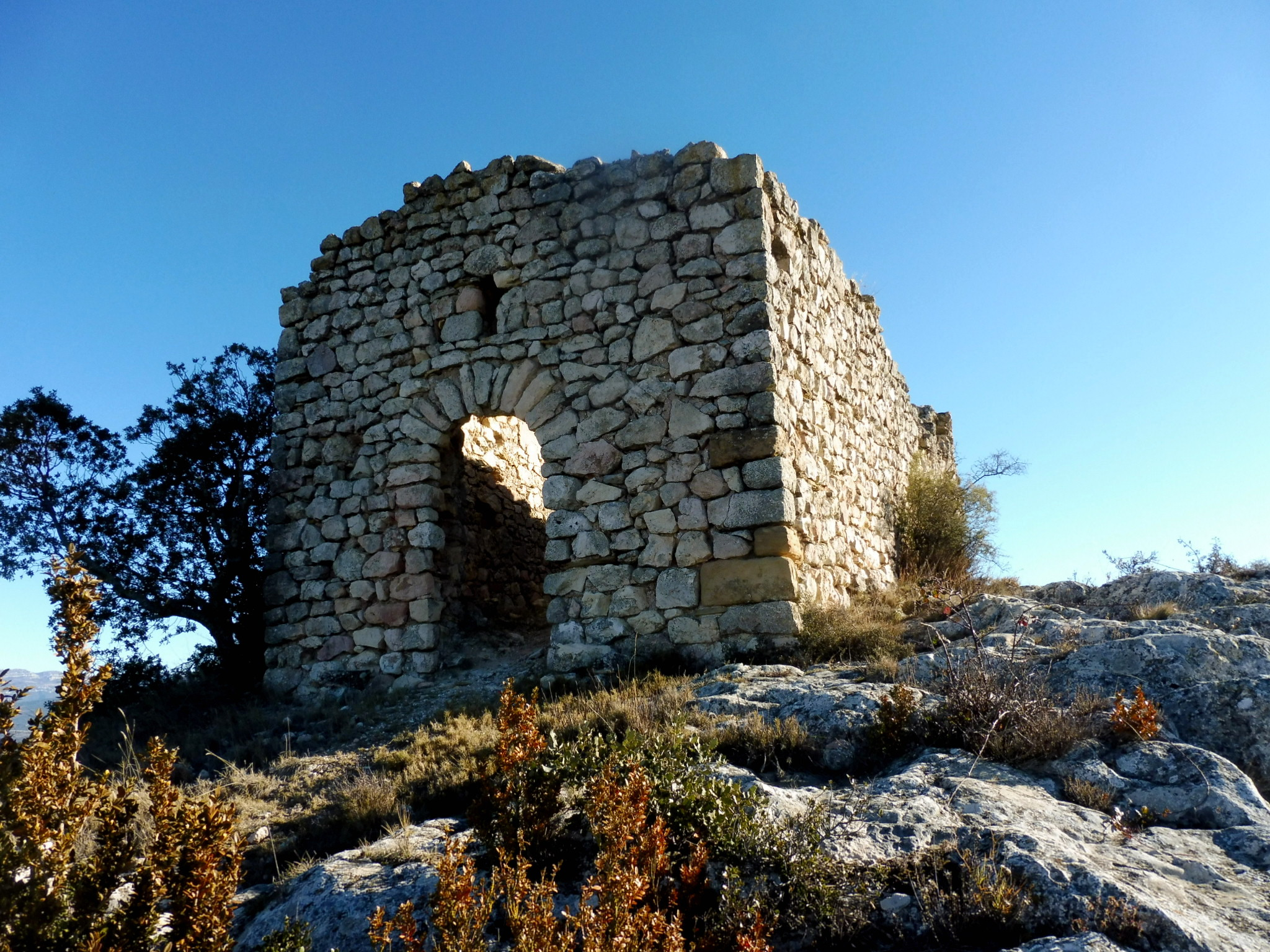
Kirchruine von Vilanova